# Człowiek w szarym garniturze
Człowiek w szarym garniturze (tytuł oryg. The Man in the Gray Flannel Suit) – amerykański dramat z 1956 w reżyserii Nunnally’ego Johnsona, który scenariusz napisał na podstawie powieści The Man in the Gray Flannel Suit Sloana Wilsona z 1955. W rolach głównych wystąpili Gregory Peck, Jennifer Jones i Fredric March.
Film brał udział w konkursie głównym podczas 9. MFF w Cannes w maju 1956.

## Obsada
Opracowano na podstawie materiału źródłowego:

- Gregory Peck – Tom Rath
- Jennifer Jones – Betsy Rath
- Fredric March – Ralph Hopkins
- Marisa Pavan – Maria Montagne
- Ann Harding – Helen Hopkins
- Lee J. Cobb – sędzia Bernstein
- Keenan Wynn – sierżant Caesar Gardella
- Gene Lockhart – Bill Hawthorne
- Gigi Perreau – Susan Hopkins
- Portland Mason – Janey Rath
- Arthur O’Connell – Gordon Walker
- Henry Daniell – Bill Ogden
- Connie Gilchrist – pani Manter
- Joseph Sweeney – Edward M. Schultz
- Sandy Descher – Barbara Rath
- Mickey Maguire – Pete
- Kenneth Tobey – Mahoney
- Ruth Clifford – Florence
- Geraldine Wall – Miriam
- Alex Campbell – Johnson
- Jerry Hall – Freddie
- Jack Mather – sierżant policyjny